# Аббадия-Сан-Сальваторе

Коммуна в составе провинции Сиена

Аббадия-Сан-Сальваторе (итал. Abbadia San Salvatore) — коммуна в Италии, располагается в регионе Тоскана, в провинции Сиена.
Население составляет 6777 человек (2010), плотность населения составляет 117 чел./км². Занимает площадь 59 км². Почтовый индекс — 53021. Телефонный код — 0577.
Покровителем коммуны считается святой Папа Марк, праздник которого отмечается 19 сентября.

## История
Аббатство Христа Спасителя (итал. Abbazia di San Salvatore) на склонах Монте Амиато было основано в 743 году по указу Ратхиса, короля лангобардов. Позднее, близ монастыря возник город, которому он передал своё название, Аббадия-Сан-Сальваторе.
Уже в 750 году Эфро, сын Пьетро, герцога Фриуланского, даровал монастырю близлежащие земли. С VIII по XVI век аббатство пользовалось территориальной автономией.
В XI—XII веках между монастырём, родом Альдобрандески и родом Орсини возникли территориальные споры, из-за чего аббатство утратило часть своих земель. В 1347 году Аббадия-Сан-Сальваторе вошёл в состав Сиенской республики, а затем Великого герцогства Тосканского.
В конце XVIII века аббатство было секуляризировано, и уже с начала XIX века в Аббадия-Сан-Сальваторе получила развитие горнодобывающая промышленность. Здесь велась добыча и обработка киновари и ртути.
В 1860 году коммуна вошла в состав королевства Италия.
В 1900 году в городе провели электричество, водоснабжение и телефонную связь. Началось массовое строительство, в том числе социальных объектов и дорог.
В 1939 году аббатство было возвращено цистерцианцам и снова стало действующим.
С конца XX века основной статьёй доходов городского бюджета является туризм, как зимний, так и летний.

## География
Коммуна располагается на южных склонах Монте Амиата и простирается более чем на 58,9 кв.км. Она находится примерно в 60 км. к юго-востоку от Сиены и примерно в 110 км. к юго-востоку от Флоренции.
Коммуна включает фракции Рифуджо Амиатино, Рифуджо Канторе, Вольтоле, Дзаккария и граничит с коммунами Кастель дель Пьяно, Кастильоне д′Орча, Пьянкастаньяйо, Радикофани, Сан Кашано дей Баньи, Санта Фьора, Седжано.

## Климат
Климат в Аббадия Сан Сальваторе горный. Здесь достаточно холодно зимой и жарко летом. Зимой температура опускается чуть ниже нуля, дует холодный ветер, обильные снегопады. Лето довольно тёплое, но всегда влажное, часто идут дожди.
Средняя температура самого холодного месяца в году, января − +1.8 °C; самого жаркого месяца в году − +18.8 °C.
| Показатель                    | Янв. | Фев. | Март | Апр. | Май  | Июнь | Июль | Авг. | Сен. | Окт. | Нояб. | Дек. | Год |
| ----------------------------- | ---- | ---- | ---- | ---- | ---- | ---- | ---- | ---- | ---- | ---- | ----- | ---- | --- |
| Средний суточный максимум, °C | 5,3  | 6,1  | 9,3  | 12,8 | 17,8 | 21,9 | 25,2 | 25,6 | 21,9 | 16,3 | 10,6  | 7,4  | 15  |
| Средний суточный минимум, °C  | −1,8 | −1,1 | 1,2  | 3,8  | 7,2  | 10,2 | 12,0 | 12,0 | 9,8  | 6,3  | 3,2   | 0,1  | 5,2 |
| Источник: Tabella climatica   |      |      |      |      |      |      |      |      |      |      |       |      |     |

## Местное самоуправление
С 13 июня 2004 года главой коммуны является Лоренцо Аванцати (переизбран 6 августа 2009 года).

## Демография
По данным ISTAT (Итальянский институт статистики) численность населения в Аббадия-Сан-Сальваторе по состоянию на 31 декабря 2010 года составила 6722 человека. По данным того же института в то же время постоянно проживающих на территории коммуны иностранцев было 505 человек; большинство из них румыны (4.43%).

## Достопримечательности
| Объект | Описание |
|        | Аббатство Христа Спасителя — основано в 743 году по указу Ратхиса, короля лангобардов. С VIII по XIII век принадлежало бенедиктинцам, с XIII века цистерцианцам. В 1782 году было упразднено. Восстановлено в 1939 году. На территории аббатства действует горный музей. В 1968—1971 годах в монастыре была проведена реконструкция. |
|        | Церковь Мадонны дель Кастаньо — основана в 1524 году вместо прежней часовни, построенной на месте обретения на каштане чудотворного образа Богоматери, получившего название Мадонны дель Кастаньо (Каштановой Богоматери). Сегодня образ находится в церковном алтаре XVIII века.                                                    |

## Администрация коммуны
- Официальный сайт.